# Łańcut
Łańcut (udtale: [ˈwaj̃t͡sut], som "wine-suit"; yiddish: לאַנצוט, romaniseret: Lantzut; ukrainisk: Ла́ньцут, romaniseret: Lánʹtsut; tysk: Landshut) er en by i den centrale del af Voivodskabet Nedrekarpater i det sydøstlige Polen. Rzeszów har 17.768(2021) indbyggere og et areal på	19,43 km². Den ligger i den historiske provins Lillepolen, og er administrationsby for powiatet (amt) Łańcut.

## Historie
Arkæologiske undersøgelser udført i regionen Łańcut bekræfter eksistensen af menneskelige bosættelser fra omkring 4000 år f.Kr.
Den første ejer af byen var Otton (z Pilczy) Pilecki, som fik Łańcut ejendom af den polske konge, Kasimir 3. af Polen, i 1349, som belønning for hans tjeneste. Samtidig tildelte kongen også Łańcut sine byrettigheder i henhold til Magdeburg lov. I 1381 blev Łańcut officielt udnævnt til en 'by' ' for første gang, af Otton Pilecki, i byens grundlag. Łańcut forblev under Pilecki-familiens ejerskab indtil 1586.
I 1772, efter Polens første deling, blev Łańcut en del af Habsburg-monarkiet, hvor det forblev indtil 1918, hvor det blev en del af det genfødte uafhængige Polen. I 1830'erne var Ignacy Łukasiewicz en lærling på et apotek i Łańcut, polsk farmaceut og opfinder, kendt som pioneren inden for verdens olieindustri.

## Galleri
- Interiør på slottet
- Orangeri
- Statue af Bacchus i slotsparken
- Synagoge
- Dominikanerkloster og kirke
- Sognekirke